# Storyteller (Band)
Storyteller ist eine fünfköpfige Pop-Punk-Band, die 2012 in Dessau gegründet wurde.

## Geschichte
Gegründet wurde Storyteller im Sommer des Jahres 2012 in Dessau und besteht aus dem Sänger Rico Opitz, den beiden Gitarristen David und Kevin Becker, dem Bassisten Nils Sackewitz und dem Schlagzeuger Max Sarich.
Kurz nach der Bandgründung wurden mehrere Punk-Labels auf die Gruppe aufmerksam, darunter Let It Burn Records, welche beschlossen die Debüt-EP Take Me Home im Februar 2013 über das Tochterlabel Acuity.Music digital zu veröffentlichen. Vier Monate später unterschrieben die Musiker schließlich einen Plattenvertrag mit Let It Burn Records und kündigten ihr Debütalbum Frontier Spirit für den November des gleichen Jahres an. Produziert wurde das Album von Aljoscha Sieg in den Pitchback Studios. Zwischen dem 31. Oktober und 16. November 2013 war die Band zusammen mit dem Singer-Songwriter Grey Gordon im Vorprogramm von Marathonmann auf deren Konzerttour, die durch Deutschland, Österreich und die Schweiz führte, zu sehen.
Mit dem Lied Dirty Sheets waren Storyteller auf dem Labelsampler zum 15-jährigen Bestehen von Let It Burn Records vertreten. Im September 2016 erschien mit Problems Solved das zweite Studioalbum der Band und 2018 dann Time Flies, welches für die Band das dritte Studioalbum markierte. Nachdem es lange Zeit still um die Gruppe war, kündigten die Musiker am 5. Juli 2020 die Auflösung der Gruppe aufgrund persönlicher Gründe an. Ein Abschiedskonzert ist geplant.

## Diskografie
- 2013: Take Me Home (EP, Acuity.Music)
- 2013: Frontier Spirit (Album, Let It Burn Records)
- 2015: Let It Burn Anniversary Sampler (Sampler, mit dem Lied Dirty Sheets vertreten, Let It Burn Records)
- 2016: Problems Solved (Album, Let It Burn Records)
- 2019: Time Flies (Album, Uncle M Music)